# Silistra

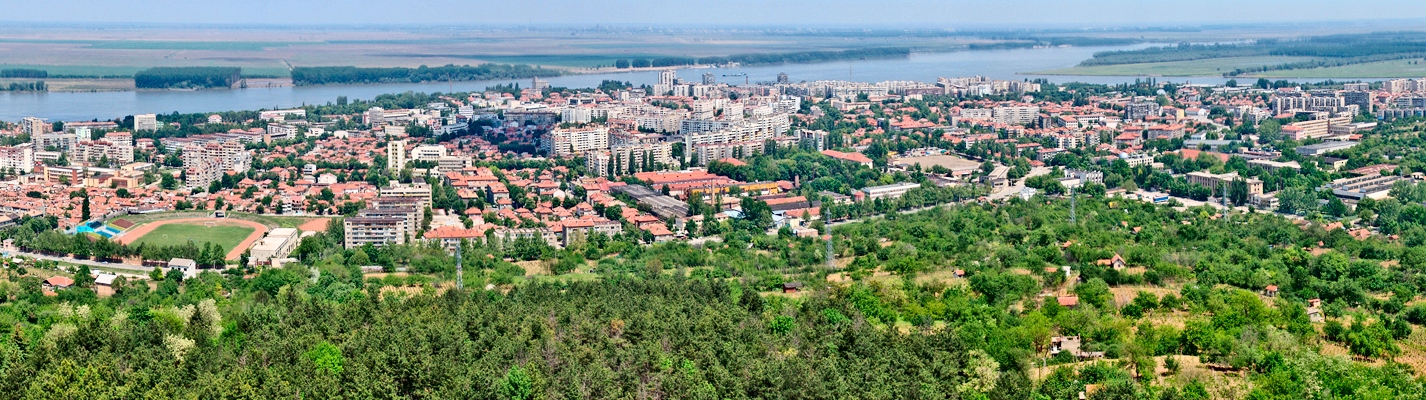
Silistra (Panoramablick)

Silistra [siˈlistrɐ] (bulgarisch Силистра) ist eine Hafenstadt im Nordosten Bulgariens mit derzeit (Stand: 31. Dezember 2022) 27.727 Einwohnern (1985: 53.500). Die Stadt ist der Verwaltungssitz der gleichnamigen Provinz Silistra und der Gemeinde Silistra. Am Stadtrand befindet sich der Grenzübergang Silistra (bulg. ГКПП Силистра, GKPP Silistra) nach Rumänien.
Die Stadt Silistra ist eines der 100 nationalen touristischen Objekte in Bulgarien. Sie gehört mit ihrer langen Geschichte zu den ältesten bulgarischen Städten. In der Antike lag die Stadt auf dem Gebiet der Provinz Moesia und trug den Namen Durostorum. Hier wurde um 390 der weströmische General Flavius Aëtius geboren. Im Zuge der Rückeroberung des Balkans durch den oströmischen Kaiser Johannes Tzimiskes seit 971 wurde die Stadt in Theodoroupolis umbenannt und dem verwaltungstechnischen Thema Paristrion zugeschlagen. Im Mittelalter war Silistra unter dem Namen Drastar bekannt.

## Lage
Silistra liegt im südlichen Teil der Dobrudscha, im äußersten Nordosten Bulgariens an der Donau, direkt an der Grenze zu Rumänien. Die Stadt ist die letzte bulgarische Siedlung an der Donau flussabwärts.
Die Entfernungen zu einigen bekannten Orten betragen: 430 km bis Sofia, 120 km bis Russe, 140 km bis Warna und 200 km bis Bukarest.
Die Stadt liegt am Donauradweg, einem internationalen Fernradweg.

## Geschichte

### Antike

Durostorum auf der Tabula Peutingeriana im 4. Jh. n. Chr.

Silistra wurde 29 n. Chr. von den Römern als Durostorum (seltener auch Dorostorum) gegründet und war ein wichtiger Militärstützpunkt, sowie Flusshafen und Straßenstation in der Provinz Moesia am Donaulimes. Von Troesmis am Donaudelta über Durostorum, Sexaginta Prista, Novae, führte eine römische Heeresstraße am rechten Ufer der Donau entlang bis nach Sirmium. In Durostorum gab es eine Abzweigung nach Marcianopolis und Odessos zur Via Pontica.
Nach den Dakerkriegen Kaiser Trajans (reg. 98–117) war hier die Legio XI Claudia zur Sicherung der Donaugrenze stationiert. Unter Kaiser Gordian III. (reg. 238–244) war Durostorum umkämpft, als Goten, Karpen und Sarmaten in die Provinzen an der unteren Donau einfielen. Schon unter Kaiser Decius (reg. 249–251) kam es aufgrund neuer Einfälle zu weiteren Kämpfen mit Goten und Karpen, die die Donau überquert und die Provinzen Moesia und Thrakien überrannt hatten. Im Zuge dieser Kämpfe fiel Decius 251 in der Schlacht von Abrittus.
Auch unter Kaiser Aurelian (reg. 270–275) kam es in der Region Silistra zu Kämpfen mit den Karpen. 272 schlug Aurelian zwar die Goten unter ihrem König Cannabaudes vernichtend, entschied sich jedoch, die sich nördlich der Donau anschließende Provinz Dakien zu räumen. Dorostorum wurde dadurch wieder zur Grenzstadt. Unter Kaiser Diokletian (reg. 284–305), welcher die Stadt im Sommer 303 besuchte, wurde Durostorum Hauptort der Provinz Scythia Minor. Aus dieser Zeit ist auch ein Edikt des gleichen Kaisers aus Durostorum erhalten.
388 wurde die Stadt Sitz eines Bistums. Einer der ersten Bischöfe war Auxentius von Dorostorum, ein Schüler von Wulfila, der erste Bischof der Westgoten. Bereits zuvor fasste das Christentum in der Region Boden, so sind 12 christliche Märtyrer aus dem Anfang des 4. Jahrhunderts bekannt. Die Reliquien von vier von ihnen (Dasios, Maximus, Dada, und Quinctilian) wurden bis ins 5. Jahrhundert in der Stadt aufbewahrt. Seit der Teilung des Römischen Reiches gehörte Silistra zu Ostrom und später zum Byzantinischen Reich.
Vermutlich erneuerte Justinian I. die Befestigungen von Durostorum im Rahmen seines Programmes, die Donauflanke durch einen Festungsgürtel zu sichern. Es ist anzunehmen, dass der Untergang der römischen Stadt mit den Einfällen der Awaren und Slawen im Jahre 586 zusammenhängt (siehe hierzu Balkanfeldzüge des Maurikios). 586 wurde Durostorum von den Awaren erobert und zerstört.

### Mittelalter
Im 7. Jahrhundert siedelten sich Slawen in der Region an und nannten die Stadt Drastar. Als gegen Ende des Jahrhunderts die Bulgaren Asparuchs auf den Balkan drängten, wurden Drastar und der slawische Stamm der Seweren Teil des Bulgarischen Reiches. Drastar wurde zur Sommerresidenz der bulgarischen Khane, die im Pliska ihre Hauptstadt erbauten.

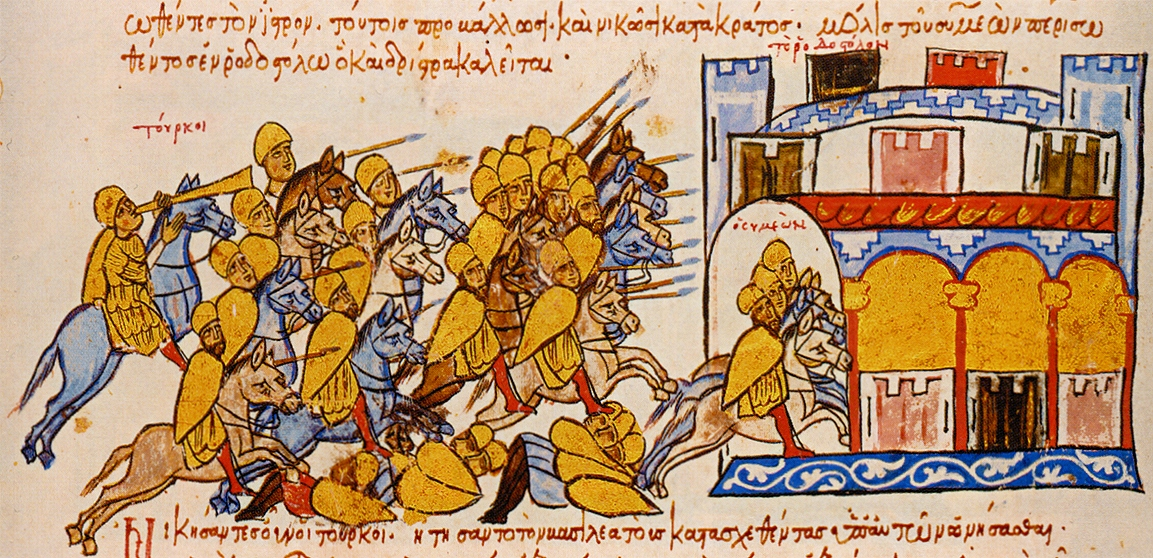
Bulgaren ziehen sich nach einem Angriff der Magyaren in die Festung zurück (Madrider Bilderhandschrift des Skylitzes)

Nach der Christianisierung der Bulgaren 865 wurde die Diözese Drastar, als eine der ersten Diözesen der Bulgarischen-Orthodoxen Kirche gebildet. Im Jahre 927 wurde der Bischof von Drastar, Damjan zum Patriarch und die Bulgarisch-orthodoxe Kirche zum Patriarchat ernannt. Unter Zar Simeon I. hatte die Stadt strategische Bedeutung bei dem Abwehrkampf des Reiches gegen die Magyaren.
Im Jahre 969 war Drastar eine der ersten bulgarischen Festungen, die von den Eroberungszügen des Großfürsten der Kiewer Rus, Swjatoslaw I. betroffen war. Der bulgarische Patriarch verlagerte daraufhin sein Sitz über Widin und Sredez nach Ohrid. Da die Expansion der Kiewer Rus auf den Balkan das politische Gleichgewicht der Region bedrohte, griff Byzanz unter Kaiser Johannes Tzimiskes ein. Bis 971 wurde der östliche Teil des bulgarischen Reiches von Byzanz erobert und Swjatoslav zum Rückzug gezwungen. Die Stadt erhielt nach der byzantinischen Rückeroberung 971 den Namen Theodoroupolis, weil die Byzantiner es der Hilfe des heiligen Theodoros zuschrieben, in der Festung Silistra Swjatoslaw geschlagen zu haben (→ Belagerung von Dorostolon). 976 eroberte der spätere bulgarische Kaiser Samuil die Region zwischen Balkangebirge und Donau, sowie die Stadt zurück und residierte hier. 1001 schickte der byzantinische Kaiser Basileios II. seine Armee, welche in der Folge die Region erneut unterwarf. Für die folgenden Jahrzehnte wurde Drastar Zentrum der byzantinische Provinz Paristrion.
Nach 1186 wurde Drastar Teil des Zweiten Bulgarischen Reiches. Nach der Schlacht von Nikopolis von 1396 fiel Drastar an die Osmanen.

### Osmanische Zeit
Dristra, wie die Osmanen nun die Stadt nannten, wurde Teil der Provinz Rumelien und Hauptstadt des Sandschaks Silistra und Sitz eines Beylerbeys. 200 Jahre später, 1599 wurde der Sandschak zur eigenen Provinz (→ Vilâyet) aufgewertet und ausgeweitet. Das einstige türkische Silistrien umfasste den gesamten Nordosten und Osten des heutigen Bulgarien, die rumänische Dobrudscha und den ukrainischen Budschak. Der osmanische Reisende Hadschi Kalfa berichtete, dass die Stadt die vorzüglichste aller an der Donau sei und in ihr ein Herrscherschloss, 5 Moscheen und 2 Bäder existierten. 1652 besuchte und berichtete der osmanische Reisende Evliya Çelebi über die Stadt
Mitte September 1809 wurde die Stadt im Zuge des Russisch-Türkischen Krieges (1806–1812) erst erfolglos belagert, aber schließlich am 30. Mai 1810 von der russischen Armee eingenommen. 1812 nach dem Frieden von Bukarest wurde Silistra erneut osmanisch. Im Russisch-Osmanischen Krieg (1828–1829) wurde die Stadt befestigt, jedoch am 18. Juni 1829 von russischen Truppen, unterstützt von der örtlichen Bevölkerung, eingenommen. Die Russen behielten auch nach dem Frieden von Adrianopel bis 1836 die Stadt. Außerhalb der Stadt bildete sich das Viertel Wolna, welches von bulgarischen Flüchtlingen bewohnt wurde. Kommandant und erster bulgarischer Bürgermeister der Stadt wurde Georgi Mamartschew, ein Onkel von Georgi Rakowski. Im Frühjahr 1837 besuchte der deutsche Offizier Helmuth von Moltke Silistra. Nach dessen Plänen wurde zwischen 1841 und 1853 eine neue Festung und das Festungsviereck Silistra–Warna–Schumen–Rustschuk errichtet. 1848 wurde im Viertel Wolna die erste bulgarische Schule errichtet. 1852 besuchte der österreichische Gelehrte Felix Kanitz die Stadt.
Im Krimkrieg wurde die Stadt durch russische Truppen belagert und schließlich vom osmanischen General Omar Pascha 1854 entsetzt und das bulgarische Viertel abgebrannt. Geprägt von den Ideen der bulgarischen Wiedergeburt wurde der Kampf gegen die dominierende griechische Sprache in der Schule und Kirche eingeleitet. 1858 erfolgte eine Neugründung der bulgarischen Schule, als Abspaltung der griechischen. 1862 wurde der griechische Bischof vertrieben und die bulgarische Peter und Paulus Kirche erbaut. 1864 wurde aus der Zusammenlegung der osmanischen Provinzen Silistra, Niš und Widin die Großprovinz Tuna mit Russe als Zentrum und Silistra verlor an Bedeutung. Während der Regierungszeit von Midhat Pascha über die Großprovinz wurden die Straßen von und nach Silistra ausgebaut und eine Telegraphenlinie verlegt. 1870 wurde eine bulgarische Mädchenschule eröffnet.
1871 entschied ein Kirchenkonzil der neu gegründete Bulgarisch-Orthodoxen Kirche die Zusammenlegung der Diözese von Dorostol mit der Diözese Tscherwen (Russe), unter den Namen Diözese von Dorostol und Tscherwen (bulg. Доростоло-Червенска епархия). Als Sitz der neuen Eparchie wurde die Stadt Russe gewählt, die zu diesem Zeitpunkt einer der größten Städte im Osmanischen Reich war.

### Neuzeit
Im Zuge des Russisch-Osmanischen Kriegs von 1877/78 belagerten die Russen zunächst erfolglos Silistra. Erst im Februar 1878 zogen sich die Osmanen zurück. Damit endete die jahrhundertelange osmanisch-türkische Herrschaft über die Stadt. Nach dem Frieden von San Stefano und dem Berliner Kongress von 1878 wurde Silistra dem neu gegründeten Fürstentum Bulgarien zugesprochen und die Stadt wurde 1883 zum Hauptort eines Landkreises. Nach der Befreiung Bulgariens kam der wirtschaftlichen Aufschwung und Silistra wurde zum wichtigsten bulgarischen Hafen an der Donau. Aus dem Jahr 1882 stammt der erste offizielle Stadtplan und aus dem Jahr 1907 der erste Bebauungsplan von Silistra. 1907 wurde in Silistra der erste elektrische Mühlenbetrieb Bulgariens in Betrieb genommen.
Nach den Balkankriegen von 1912/13, in denen die Stadt von den Rumänen erobert wurde, gehörten sie und die bulgarische Dobrudscha nach den Frieden von Bukarest zu Rumänien. In dieser Zeit schloss die rumänische Verwaltung alle öffentlichen Gebäude. Es blieben nur zwei bulgarische Schulen übrig – eine Grundschule und ab 1939 ein gemischtes Gymnasium. Erst im Vertrag von Craiova von 1940 erhielt Bulgarien die Süddobrudscha und Silistra zurück. 1941 wurde das Theater gegründet.
2002 beschloss ein Kirchenkonzil, die Diözese von Dorostol mit Sitz in Silistra wiederherzustellen. Erster Bischof wurde Ilarion von Dorostol. Aus diesem Anlass schenkte Papst Johannes Paul II., der im selben Jahr Bulgarien besuchte, einen Teil der Reliquien des Heiligen Dasios der Stadt, die heute in der Kathedrale Peter und Paulus aufbewahrt werden.
Der Silistra Knoll auf der Livingston-Insel in der Antarktis ist nach der Stadt benannt. Dies gilt mittelbar auch für die Durostorum Bay an der Oskar-II.-Küste des Grahamlands auf der Antarktischen Halbinsel.

## Sehenswürdigkeiten

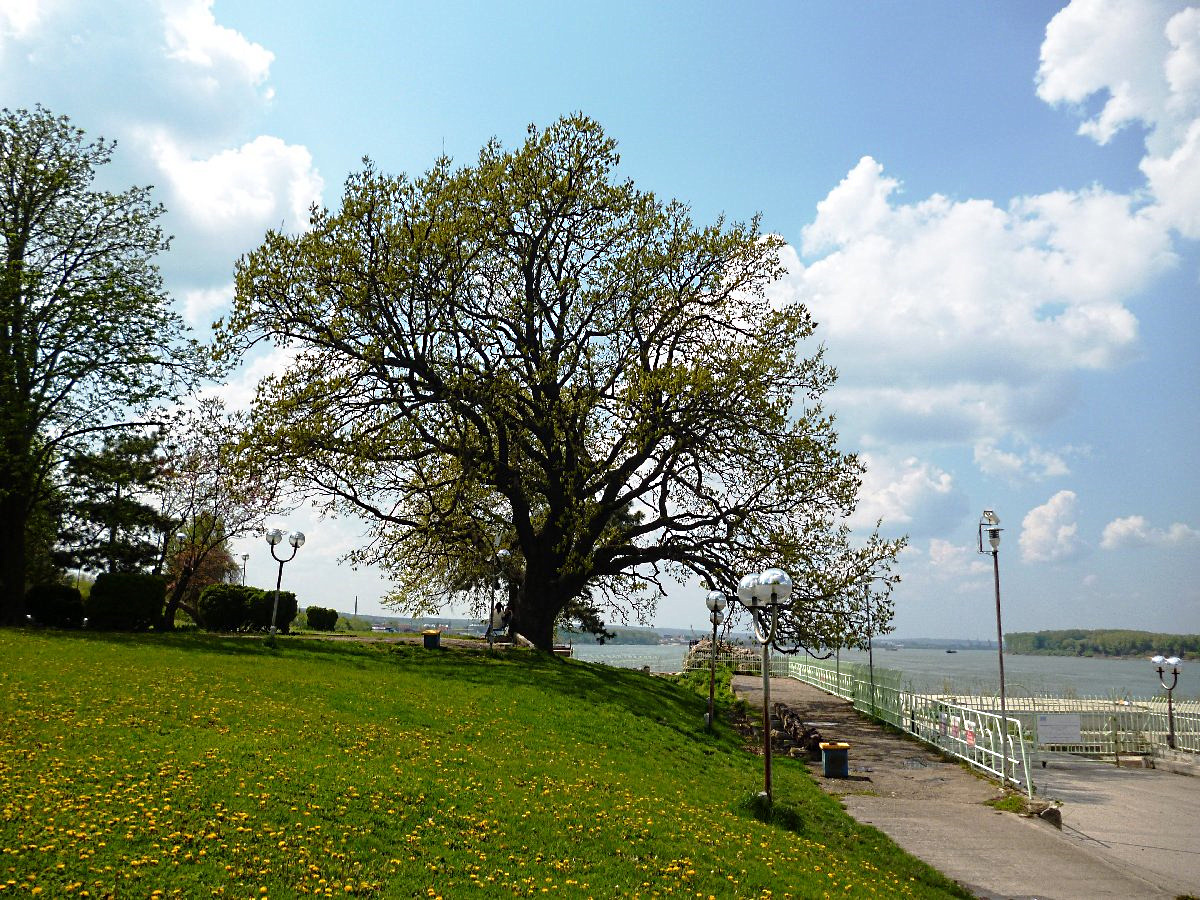
Stieleiche im Donau-Park

Das römische Durostorum existiert seit 1900 Jahren. In der Gegend sind oft Hinterlassenschaften aus diesen Zeiten zu finden. In der Stadt befindet sich eine der wertvollsten Wandzeichnungen Europas aus dem vierten Jahrhundert. Heute sind die Spuren der Geschichte als Exponate im Stadtmuseum Silistra zu besichtigen. Die Stieleiche im Donaupark ⊙ nahm 2016 als Vertreter Bulgariens am Wettbewerb „Europäischer Baum des Jahres“ teil.
Silistra ist bekannt für sein Naturreservat Srebarna, welches sich etwas außerhalb der Stadt befindet. Im Reservat sind jederzeit viele Tiere zu sehen, darunter Kolonien von Pelikanen und weitere Vogelarten, die dort den Sommer verbringen. Im Gebäude des Reservats sind alle Stimmen der Tiere zu hören, die in dem Reservat leben.
- Festung Silistra
- Patriarchenbasilika
- Römisches Grab
- Kurschumlu Moschee
- Kathedrale Peter und Paul
- Fernsehturm Silistra
- Historisches Museum
- Archäologisches Museum
- Ethnographisches Museum
- Stadtgalerie im Stil der Wiener Sezession

## Sport
Der OFK Dotostol Silistra ist der einzige bedeutende Fußballklub in der Stadt. Er spielt zurzeit, Saison 2010/11, in der zweiten bulgarischen Liga (B Grupa Ost). Seine Heimspiele finden im Louis Eyer-Stadion (benannt nach Louis-Emil Eyer) statt. In der Stadt gibt es noch die Basketballmannschaft BK Dotostol Silistra.

## Politik

### Gemeindegliederung
Der Stadtrat fungiert gleichzeitig als Gemeinderat und ist für die Kontrolle aller Bürgermeister der Gemeindeortschaften zuständig. Zur Gemeinde Silistra (bulg. Община Силистра/Obschtina Silistra) gehören außerdem noch folgende Dörfer:
- Ajdemir
- Babuk
- Bogorowo
- Bradwari
- Balgarka
- Wetren
- Glawan
- Jordanowo
- Kasimir
- Kalipetrowo
- Polkownik Lambrinowo
- Popkralewo
- Profesor Ischirkowo
- Smilez
- Srazimir
- Srebarna
- Sarpowo
- Zenowitsch

### Städtepartnerschaften
Silistra unterhält mit folgenden Städten Partnerschaften:
- Călărași (Rumänien)
- Chmelnyzkyj (Ukraine)
- Dunaújváros (Ungarn)
- Kettering (USA)
- Kikinda (Serbien)
- Leskovac (Serbien)
- Lida (Belarus)
- Lüleburgaz (Türkei)
- Rschew (Russland)
- Slobozia (Rumänien)
- Veles (Nordmazedonien)

## Persönlichkeiten
- Flavius Aëtius (* um 390; † 454), spätrömischer General und Politiker
- Partenij Pawlowitsch (1695–1760), Aufklärer
- Kapitan Djado Nikola (1800–1856), Freiheitskämpfer
- Georgi Owtscharow (1889–1953), Architekt
- Nicolae M. Nicolae (1924–2009), rumänischer Politiker und Diplomat
- Basri Dirimlili (1929–1997), türkischer Fußballspieler und -trainer
- Walentin Tschernew (* 1947), Dichter
- Yaldaz Ibrachimowa (* 1952), Sängerin
- Wesselin Metodiew (* 1957), Politiker
- Nona Karadschowa (* 1960), Politikerin
- Kostadinka Kunewa (* 1964), Politikerin
- Filis Chusmenowa (* 1966), Politikerin
- Iwan Atanasow (* 1972), Schriftsteller
- Denislaw Kaltschew (* 1973), Schwimmer
- Momtschil Nekow (* 1986), Politiker